# Арапуэма

Арапоэма на карте штата.

Арапуэма (порт. Arapoema) — муниципалитет в Бразилии, входит в штат Токантинс. Составная часть мезорегиона Западный Токантинс. Входит в экономико-статистический микрорегион Арагуаина. Население составляет  6 742 человека на 2010 год. Занимает площадь 1 552,221 км². Плотность населения — 4,34 чел./км².
Праздник города —  7 ноября.

## История
Город основан 7 ноября 1963 года. 

## Демография
Согласно сведениям, собранным в ходе переписи 2010 г. Национальным институтом географии и статистики (IBGE), население муниципалитета составляет:
| Полное население                               | Полное население                               | Полное население                               | Полное население                               | 6 742 |
| ---------------------------------------------- | ---------------------------------------------- | ---------------------------------------------- | ---------------------------------------------- | ----- |
| в том числе:                                   | Городское население                            | 5 455                                          | Процент городского населения, %                | 80,91 |
|                                                | Сельское население                             | 1 287                                          | Процент сельского населения, %                 | 19,09 |
|                                                | Мужское население                              | 3 447                                          | Процент мужского населения, %                  | 51,13 |
|                                                | Женское население                              | 3 295                                          | Процент женского населения, %                  | 48,87 |
| Плотность населения, чел/км²                   | Плотность населения, чел/км²                   | Плотность населения, чел/км²                   | Плотность населения, чел/км²                   | 4,34  |
| Население муниципалитета в % к населению штата | Население муниципалитета в % к населению штата | Население муниципалитета в % к населению штата | Население муниципалитета в % к населению штата | 0,49  |

По данным оценки 2016 года население муниципалитета составляет 6 799 жителей.

## Статистика
- Валовой внутренний продукт на 2003 составляет 19.190.579,00 реалов (данные: Бразильский институт географии и статистики).
- Валовой внутренний продукт на душу населения на 2003 составляет 2.815,11 реалов (данные: Бразильский институт географии и статистики).
- Индекс развития человеческого потенциала на 2000 составляет 0,654 (данные: Программа развития ООН).

## География
Климат местности: тропический.

## Важнейшие населенные пункты
| № | Населённый пункт | Населённый пункт (порт.) | Категория | Население чел. (2010) | На карте                       |
| - | ---------------- | ------------------------ | --------- | --------------------- | ------------------------------ |
| 1 | Арапуэма         | Arapoema                 | город     | 5 455                 | 7°39′21″ ю. ш. 49°03′56″ з. д. |
| 2 | Дезенови         | Dezenove                 | поселок   | 127                   | 7°38′28″ ю. ш. 48°48′02″ з. д. |
| 1 | Зе-Прету         | Zé Preto                 | поселок   | 77                    | 7°48′18″ ю. ш. 48°55′52″ з. д. |